# Le Bateau hanté
Pour plus de détails, voir Fiche technique et Distribution.
Le Bateau hanté (titre original : The Live Ghost) est un film américain réalisé par Charley Rogers, sorti en 1934, mettant en scène Laurel et Hardy.

## Synopsis
Laurel et Hardy sont embauchés par le Capitaine afin de recruter de force des marins pour un bateau réputé être hanté. Ils sont eux-mêmes embarqués de force.

## Fiche technique
- Titre original : The Live Ghost
- Titre français : Le Bateau hanté
- Réalisation : Charley Rogers
- Photographie : Art Lloyd
- Montage : Louis McManus
- Ingénieur du son : James Greene
- Producteur : Hal Roach
- Société de production : Hal Roach Studios
- Société de distribution : Metro-Goldwyn-Mayer
- Pays de production :  États-Unis
- Langue : anglais
- Format : Noir et blanc - 35 mm - 1,37:1  -  sonore
- Genre : comédie
- Longueur : deux bobines
- Durée : 21 minutes
- Date de sortie :
  - États-Unis : 8 décembre 1934

## Distribution
Source principale de la distribution :
- Stan Laurel (VF : Franck O'Neill) : Stan
- Oliver Hardy (VF : Howard Vernon) : Ollie
- Mae Busch : Maisie, la vamp
- Walter Long : le capitaine
- Arthur Housman : le marin ivre

Reste de la distribution non créditée :
- Harry Bernard : le barman
- Baldwin Cooke : un marin
- Hubert Diltz : un marin
- Dick Gilbert : un marin
- Pete Gordon : le cuisinier chinois
- Charlie Hall[2] : un marin à table
- Jack 'Tiny' Lipson : un marin
- Sam Lufkin : un marin
- Peter Potter : un marin
- John Power : un marin
- Art Rowlands : un marin
- Charles Sullivan : un marin
- Leo Willis : un marin à table